# Request price quotation
Request price quotation（価格見積要求）またはRPQとは、IBMが長らく用いている用語で、標準価格リストに掲載されないがオプションとして利用可能な製品またはコンポーネントのことである。
通常、RPQは特注のインターフェイスやハードウェアの変更、研究または試験的なシステム、定価を付けられない商品を提供する。例えばSystem/360やSystem/370シリーズなどの大型コンピューター時代には、追加機能の多くは「RPQ」として提供されていた。
特注のソフトウェア商品は、Programming Request Price Quatation（特注プログラム機能）またはPRPQとされる。

## 例
IBM 1401コンピューターでは、グループマーク文字の標準的なパンチカードコードはコラムの12と7、8（12-7-8と表記する）にパンチしていた。
その前機種のIBM 705コンピューターでは同じ文字に12-5-8を用いていた。1401コンピューターにこれと互換性を持たせるRPQがあり、これによって1401コンピューターは標準コードではなく705コンピューター用のコードを読み取る、もしくはパンチすることができた。この機能を必要としないユーザーもいたため、RPQとして販売された。
IBM 7090やIBM 7094でCTSS (Compatible Time-Sharing System)によるタイムシェアリングをサポートする機能はRPQとして提供された。